# Doug Henderson
Pour les articles homonymes, voir Henderson.
Douglas John Henderson (né le 9 juin 1949) est un homme politique du parti travailliste britannique qui est député de Newcastle upon Tyne North de 1987 à 2010. En 2015, il est nommé président du Falkirk Football Club, poste qu'il occupé jusqu'en juin 2017 . 

## Jeunesse
Doug Henderson est né à Édimbourg, en Écosse, et fait ses études à la Waid Academy, Anstruther avant de poursuivre plus tard des études d'économie au Central College of Commerce de Glasgow et à l'Université de Strathclyde. Il est apprenti ingénieur chez Rolls-Royce à Glasgow pendant deux ans à partir de 1966, avant de rejoindre British Rail en tant que commis pendant un an en 1968. Après l'université, il rejoint l'Union nationale des travailleurs municipaux comme agent de recherche en 1973 et est resté employé par le syndicat (et son successeur, l'Union GMB) jusqu'à ce qu'il soit élu au Parlement 24 ans plus tard. En 1975, il est nommé responsable écossais du GMB, avant d'occuper le même poste à Newcastle upon Tyne en 1985 . 

## Carrière parlementaire
Il est président du Parti travailliste écossais en 1984 et est élu à la Chambre des communes lors de l'élection générale de 1987 pour Newcastle North à Tyneside après la désélection du député travailliste Robert Brown. Henderson est élu avec une majorité de 5 243 voix, et lors des élections de 2005, il a obtenu 50% des voix avec une majorité de 7 023 voix, un chiffre en baisse par rapport à sa majorité de 14 450 voix et 60,2% en 2001 . 
Il est promu par Neil Kinnock en 1988, qui le nomme porte-parole au commerce et à l'industrie, puis avec John Smith devient porte-parole sur l'environnement en 1992. Après la mort de Smith en 1994, Tony Blair le nomme chef adjoint de la Chambre des communes du gouvernement fantôme et le porte-parole sur la charte des citoyens de John Major. En 1995, il est porte-parole des affaires intérieures. Lorsque le premier gouvernement Blair est élu aux élections générales de 1997, il est nommé ministre d'État au ministère des Affaires étrangères et du Commonwealth chargé de l'Europe, avant de passer au ministère de la Défense en 1998 en tant que ministre des forces armées. Il est limogé en 1999 pour sa trop grande proximité avec le chancelier de l'Échiquier Gordon Brown. En mai 2006, Henderson se joint à d'autres députés travaillistes pour exhorter le Premier ministre Tony Blair à fixer une date pour se retirer après le départ de Charles Clarke du ministère de l'Intérieur. Il a déclaré que "Franchement, Tony Blair a fait sa part et il est maintenant temps pour lui de nous dire quand il partira." . 
Henderson est membre du conseil consultatif de la chaîne de restauration rapide McDonald's, un travail qui «prend normalement environ 10 jours par an et un peu de préparation» , pour lequel il reçoit un salaire de 25 000 £ par an. Cette information a été révélée après que les députés ont été tenus de fournir des détails sur les revenus non parlementaires. 
Au cours du Scandale des dépenses du Parlement du Royaume-Uni en 2009, le journal Sunday Telegraph le classe comme "l'un des pires pour l'optimisation des ressources"  dans leur évaluation des députés "en fonction de la quantité de travail qu'ils ont effectuée au parlement par rapport à leurs dépenses globales".  Le député était présent à la moitié des votes de la Chambre des communes en 2007/08 et a réclamé 151 860 £ de dépenses. 
Le 4 juillet 2009, Henderson annonce son intention de se retirer lors des Élections générales britanniques de 2010 . 
Membre du Conseil de l'Europe et de l'Union de l'Europe occidentale devenue ESDA, il est président de la commission de défense UEO / ESDA 2008–2010 et vice-président de la commission des migrations du Conseil de l'Europe. 

## Vie privée
Doug Henderson est titulaire d'un abonnement de saison du Falkirk FC et est nommé président du club en 2015  jusqu'à sa démission en juin 2017 . Il épouse Janet Margaret Graham en 1974 et ils ont un fils, Keir avant de divorcer. Il se remarie à Geraldine Daly en 2002 avec qui il a une fille, Ella. Ils ont ensuite divorcé. 